# Marguerite de Thuringe
Marguerite de Thuringe (1449 - 13 juillet 1501) est électrice consort de Brandebourg de 1486 à 1499.

## Biographie
Marguerite est la fille de Guillaume II, landgrave de Thuringe et de son épouse Anne d'Autriche. Elle épouse le 15 août 1476 à Berlin Jean Ier Cicéron de Brandebourg, électeur de Brandebourg. Sept enfants sont nés de cette union :
- Jacques de Brandebourg (1482-1482) ;
- Joachim Ier Nestor de Brandebourg, électeur de Brandebourg ;
- Élisabeth de Brandebourg (1486-1486) ;
- Anne de Brandebourg (1487-1514), qui en 1502, épouse Frédéric Ier de Danemark (1471-1533), roi de Danemark et de Norvège ;
- Ursula de Brandebourg (1488-1510), qui en 1507, épouse Henri V, duc de Mecklembourg-Schwerin (†1552) ;
- Albert de Brandebourg (1490-1545), cardinal et archevêque-électeur de Mayence, archevêque de Magdebourg.